# Renault RS10
El Renault RS10 fue un monoplaza de Fórmula 1 diseñado por Renault para la temporada 1979. Fue conducido por Jean-Pierre Jabouille y René Arnoux. Fue el primer monoplaza de Fórmula 1 turboalimentado en ganar, logrando la victoria en el Gran Premio de Francia de 1979. Esto cambió el marco de la F1, ya que este coche impulsó el desarrollo de los monoplazas turboalimentados de 1.300 CV (970 kW) de la década de 1980 y supuso la sentencia de muerte de los motores de aspiración normal. Este coche, junto con su predecesor, el Renault RS01, fue uno de los monoplazas más revolucionarios de todos los tiempos.

## Desarrollo
El RS10 fue diseñado y desarrollado por François Castaing, Michel Têtu y Marcel Hubert y se desarrolló a partir del muy difamado RS01. El RS01 fue concebido junto con el esfuerzo de Renault por construir un coche con turbocompresor que ganara Le Mans. El RS01 no era más que una mula de desarrollo para el motor turboalimentado de 1,5 litros. Jean-Pierre Jabouille, con su título de ingeniero, aptitud mecánica y habilidad al volante, fue contratado para dirigir el programa de Fórmula 1 de Renault en 1977. Jabouille trabajó para desarrollar este motor durante las temporadas 1977-1979. El esfuerzo del turbo de Renault fue una broma en el paddock, ya que el RS01 se ganó el apodo de "Tetera amarilla", ya que sus carreras a menudo terminaban con el coche amarillo echando humo y aparcado. Sin embargo, no pasaría mucho tiempo antes de que las bromas y las risas en la parrilla se convirtieran en pánico.

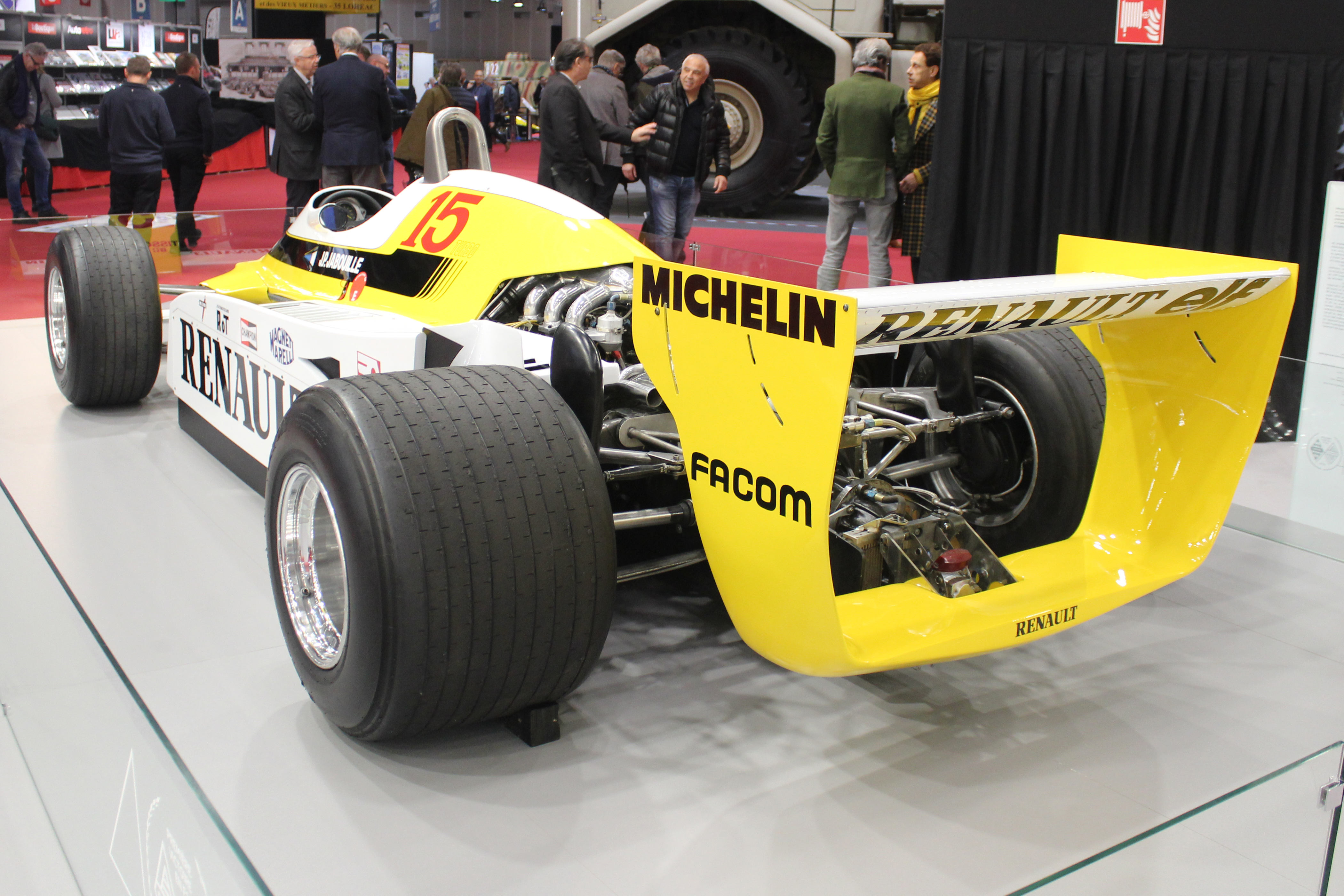
Vista trasera del monoplaza.

El RS10 se fabricó finalmente en 1979 como un serio contendiente con un Renault Gordini V6 biturbo de 1,5 litros. Sin embargo, la diferencia entre el RS10 y el RS01 era que incorporaba turbocompresores dobles, una transmisión de 6 velocidades y un chasis con efecto suelo completamente nuevo.

## Historia
El RS10 se presentó en el Gran Premio de España de 1979, cuando ya había transcurrido un tercio de la temporada. Inicialmente, solo había un coche disponible para Jean-Pierre Jabouille y conservaba el turbocompresor único de su predecesor. En el Gran Premio de Mónaco de 1979, se puso a disposición un segundo coche para René Arnoux y se utilizaron por primera vez turbocompresores dobles.

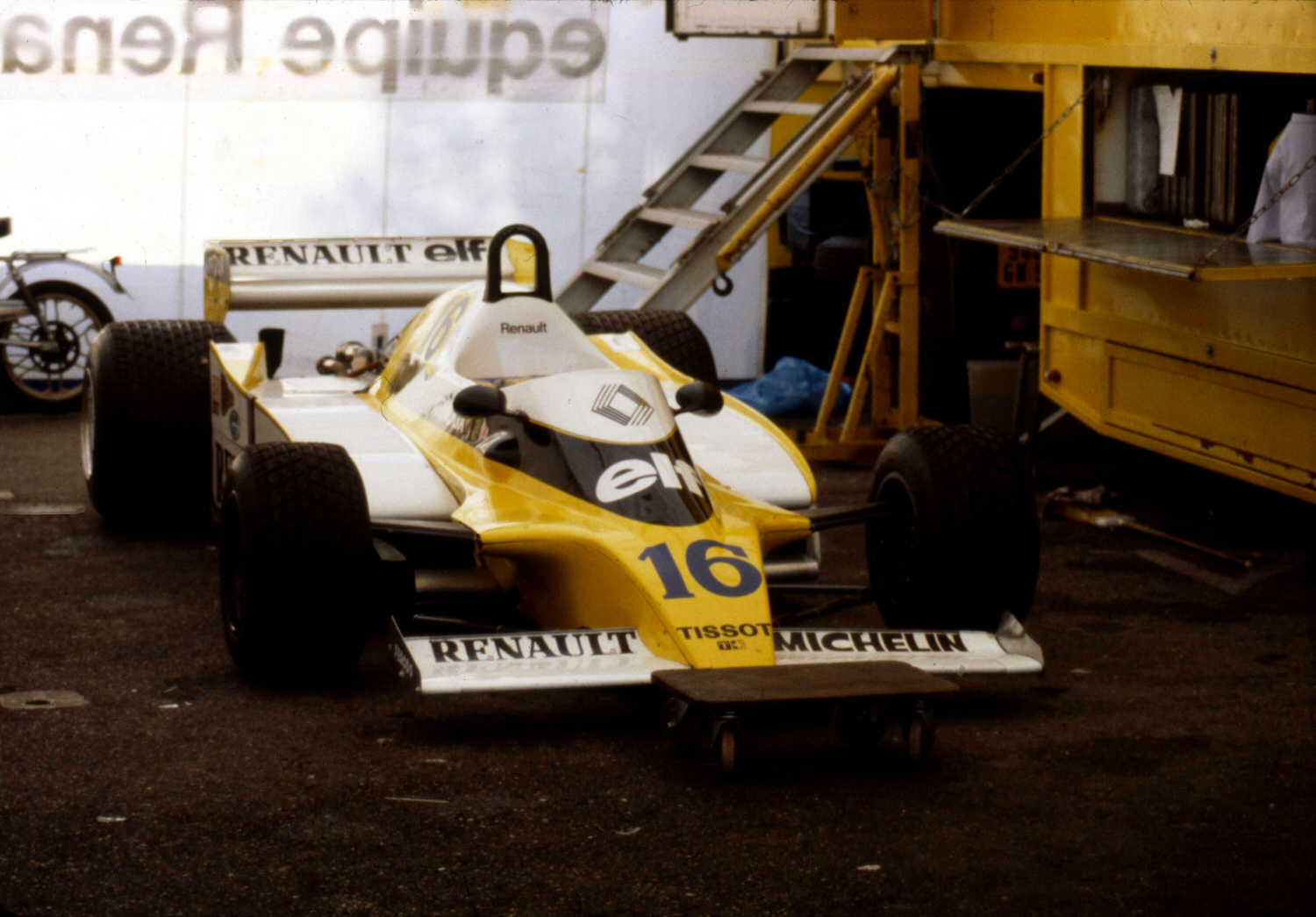
El RS10 en el Gran Premio de Mónaco de 1979.

Aunque los problemas de fiabilidad seguían acosando al nuevo biturbo, su ritmo hizo que el paddock finalmente se diera cuenta. A lo largo de las últimas ocho carreras de la temporada, el RS10 consiguió cinco poles y una memorable victoria en casa en el Gran Premio de Francia de 1979 en Dijon-Prenois. Seguramente habría conseguido más victorias si no hubiera sido por los problemas con el motor. Jabouille, en particular, vio su duro trabajo apenas recompensado gracias a la nueva tecnología del motor. Sin embargo, su victoria en Dijon, delante de los aficionados locales con un coche, un motor, unos neumáticos e incluso combustible francés (Elf), fue su premio a tres duros años sin resultados.

## Resultados

### Fórmula 1
(Clave) (negrita indica pole position) (cursiva indica vuelta rápida)

| Año     | Motor                     | Neu | Piloto                | 1   | 2   | 3   | 4   | 5   | 6   | 7   | 8   | 9   | 10  | 11  | 12  | 13  | 14  | 15  | Puntos | Pos. |
| ------- | ------------------------- | --- | --------------------- | --- | --- | --- | --- | --- | --- | --- | --- | --- | --- | --- | --- | --- | --- | --- | ------ | ---- |
| 1979    | Renault EF1 1.5L V6 turbo | M   |                       | ARG | BRA | RSA | USW | ESP | BEL | MON | FRA | GBR | GER | AUT | NED | ITA | CAN | USA | 26     | 6.º  |
| 1979    | Renault EF1 1.5L V6 turbo | M   | Jean-Pierre Jabouille |     |     |     |     | Ret | Ret | 8   | 1   | Ret | Ret | Ret | Ret | 14  | Ret | Ret | 26     | 6.º  |
| 1979    | Renault EF1 1.5L V6 turbo | M   | René Arnoux           |     |     |     |     |     |     | Ret | 3   | 2   | Ret | 6   | Ret | Ret | Ret | 2   | 26     | 6.º  |
| Fuente: |                           |     |                       |     |     |     |     |     |     |     |     |     |     |     |     |     |     |     |        |      |